# Медаль Ушакова (Російська Федерація)
Це стаття про державну нагороду Російської Федерації. Про медаль СРСР див.: Медаль Ушакова.
Медаль Ушакова (рос. медаль Ушакова) — державна нагорода Російської Федерації.

## Історія нагороди
- Указом Президії Верховної Ради Російської Федерації № 2424-I від 2 березня 1992 року «Про державні нагороди Російської Федерації»[1] було постановлено вважати можливим використовувати в Російській Федерації для нагородження ряд орденів і медалей колишнього Союзу РСР, у тому числі і медаль Ушакова, привівши їх статути, положення та описи у відповідність із державною символікою Російської Федерації. Указ був затверджений 20 березня 1992 року Постановою Верховної Ради Російської Федерації № 2557-I.[2]
- 2 березня 1994 року указом Президента Російської Федерації Б. Н. Єльцина «Про державні нагороди Російської Федерації»[3] був заснований ряд державних нагород — орденів, медалей та відзнак, серед яких медаль Ушакова.
- Указом Президента Російської Федерації від 7 вересня 2010 року № 1099 «Про заходи щодо вдосконалення державної нагородної системи Російської Федерації»[4] затверджені нині діючі положення та опис медалі.

## Положення про медаль
Медаллю Ушакова нагороджуються військовослужбовці Військово-Морського Флоту та прикордонних органів Федеральної служби безпеки Російської Федерації за особисту мужність і відвагу, проявлені при захисті Вітчизни і державних інтересів Російської Федерації на морських театрах військових дій, при захисті державного кордону Російської Федерації, при виконанні бойових завдань кораблями та частинами Військово-Морського Флоту та прикордонних органів Федеральної служби безпеки Російської Федерації, при несенні бойової служби та бойового чергування, при участі в навчаннях і маневрах, при виконанні військового обов'язку в умовах, пов'язаних з ризиком для життя, а також за відмінні показники в бойовій підготовці і морському вишколі.

### Порядок носіння
- Медаль Ушакова носиться на лівій стороні грудей і за наявності інших медалей Російської Федерації розташовується після медалі Жукова.
- При носінні на форменому одязі стрічки медалі Ушакова на планці вона розташовується після стрічки медалі Жукова.

## Опис медалі
- Медаль Ушакова зі срібла. Вона має форму кола діаметром 36 мм з опуклим бортиком.
- На лицьовій стороні медалі, в центрі, — погрудне зображення Ф. Ф. Ушакова, обрамлене по колу опуклими крапками. Вгорі, по колу, — напис опуклими літерами: «АДМИРАЛ УШАКОВ». Внизу, під рельєфним зображенням Ушакова, — дві лаврові гілки, з'єднані стрічкою, що перехрещується. Коло медалі накладено на якір.
- На зворотному боці — номер медалі.
- Медаль за допомогою вушка і кільця з'єднується з п'ятикутною колодкою, обтягнутою шовковою, муаровою стрічкою блакитного кольору з білими і синіми смужками уздовж країв. Ширина стрічки — 24 мм, ширина білої смужки — 2 мм, ширина синьої смужки — 1,5 мм. Поверх стрічки, від верхніх кутів колодки до вушка медалі, кріпиться ланцюжок.
- При носінні на форменому одязі стрічки медалі Ушакова використовується планка висотою 8 мм, ширина стрічки — 24 мм.